# عباس بلاغي (شاهين دج)
عباس‌ بلاغي هي قرية في مقاطعة شاهين دج، إيران. عدد سكان هذه القرية هو 465 في سنة 2006.